# Ço de Jofré
Ço de Jofré és un paratge de camps de conreu del municipi de Castell de Mur, al Pallars Jussà, a l'antic terme de Mur, en terres del poble de Puigmaçana.
Estan situats al sud-est del Planell del Fenàs i al nord-oest del Tros del Cinto, just a ponent dels Plans de Puigmaçana. És entre la llau de Josepet -ponent- i el barranc del Coscollar -llevant.